# Martí Torras Mayneris
Martí Torras Mayneris (Barcelona, 9 de desembre de 1974) és director d'escena, dramaturg i dibuixant català, llicenciat en Belles arts a la Universitat de Barcelona i en Art dramàtic a l'Institut del Teatre de Barcelona.